# Болган

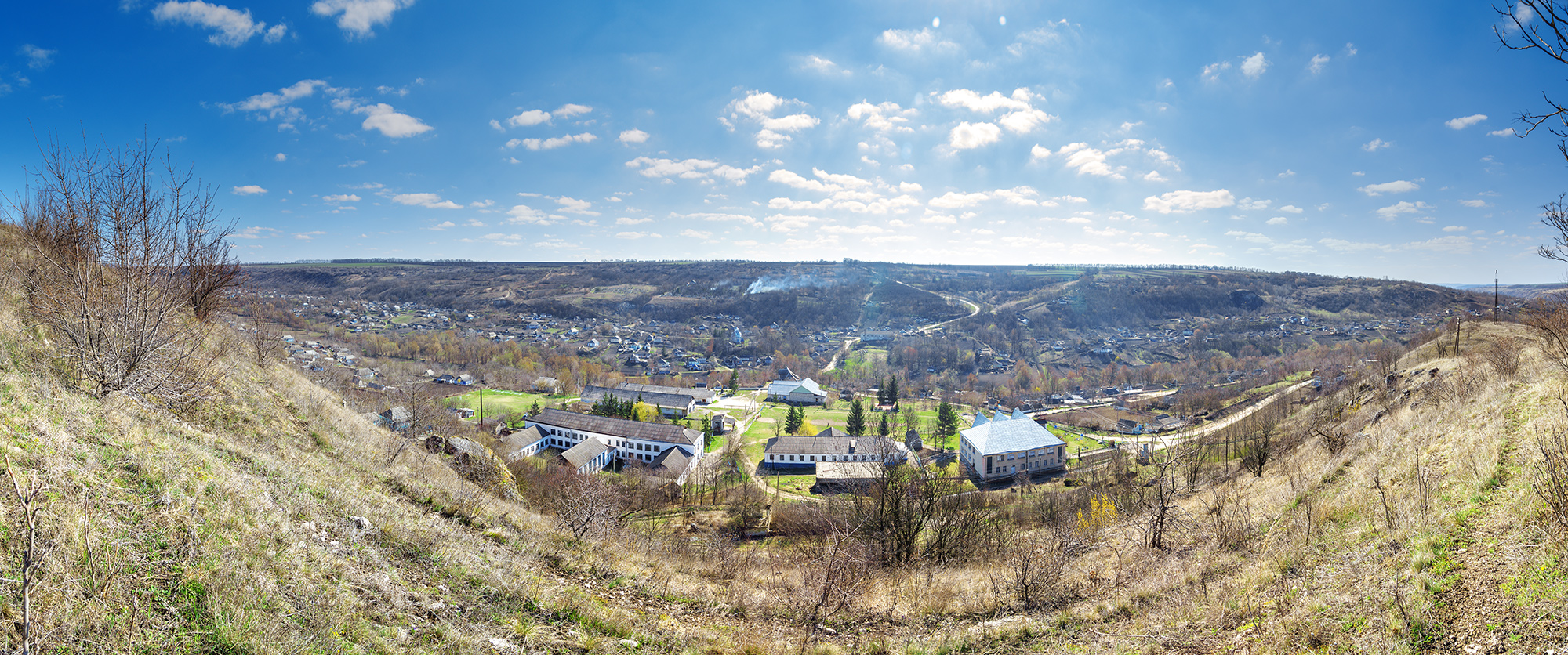
Вид на село Болган

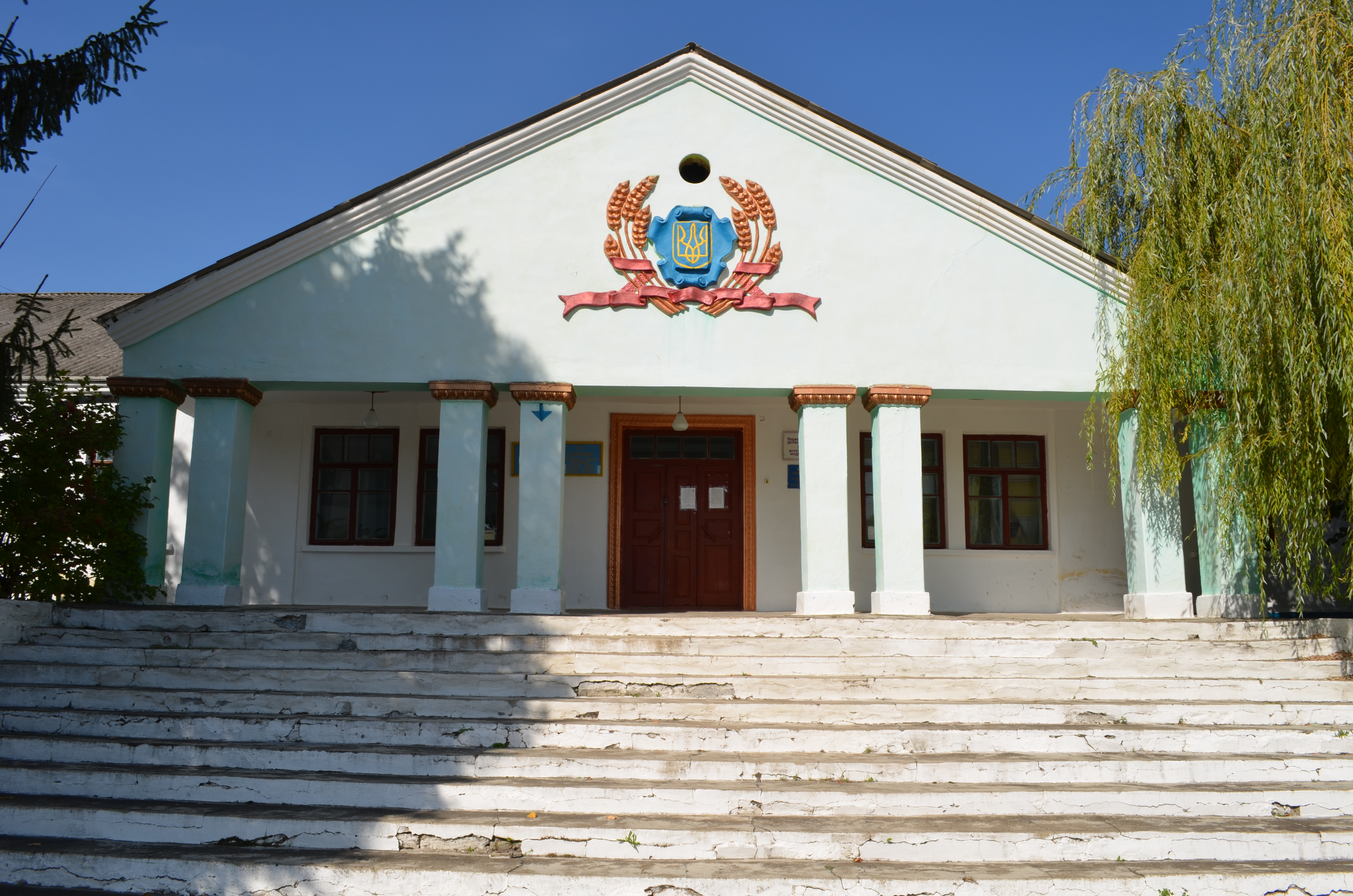
Здание бывшего сельского совета

Болга́н (укр. Болган) — село на Украине, находится в Студенянской сельской общине Винницкой области. В селе протекает река Каменка.
Вблизи села расположен международный автомобильный пункт пропуска Болган-Хрустовая на украино-молдавской границе (территория Приднестровья).
Код КОАТУУ — 523280301. Население по переписи 2011 года составляет 4200 человек. Почтовый индекс — 24712. Телефонный код — 4349. Занимает площадь 4,86 км².

## Религия
В селе действует храм Рождества Пресвятой Богородицы Песчанского благочиния Могилёв-Подольской епархии Украинской православной церкви.